# Villadia alpina
Villadia alpina là một loài thực vật có hoa trong họ Crassulaceae. Loài này được (Fröd.) Jacobsen miêu tả khoa học đầu tiên năm 1958.